# 埃塞俄比亚革命
埃塞俄比亚革命是埃塞俄比亚的一场由平民、警察和军队参与的革命，旨在推翻日益衰弱的海尔·塞拉西一世政权。一般认为，这场革命始于1974年1月12日，当时驻内盖勒博拉纳的埃塞俄比亚士兵发动叛乱。随后，爆发大规模抗议，持续至2月，来自各行各业的人士，包括低级军官、学生、教师和出租车司机，纷纷加入罢工行列，要求保障人权、推动社会变革、进行土地改革、实施物价管制、提供免费教育、释放政治犯等；工会则要求根据物价指数确定工资标准，并为工人提供养老金等福利。
1974年6月，一群军官成立“武装力量、警察和领土军协调委员会”（简称“德尔格”），并开始试图推翻海尔·塞拉西一世任命的首相恩德尔卡乔·马孔嫩领导的内阁。同年9月，德尔格开始逮捕恩德尔卡乔的亲信顾问，解散王冠委员会和帝国法院，并遣散皇帝的军事幕僚。埃塞俄比亚革命最终以1974年9月12日“德尔格”发动政变推翻海尔·塞拉西而告终。